# Громкий (Брагінський район)
Громкий — (біл. пасёлак Громкі), село (поселення) в складі Брагінського району розташоване в Гомельській області Білорусі. Село підпорядковане Маложинській сільській раді і в ньому мешкає 8 осіб (станом на 2004 рік).
Поселення Громкий розташоване на південному сході Білорусі, у південній частині Гомельської області, за 26 кілометрів східніше від районного центру Брагіна. Українською мовою детальний переклад назви звучить як Гучний.